# Patrick Cutrone
Patrick Cutrone  (* 3. leden 1998 Como, Itálie) je italský fotbalista, který hraje na pozici útočníka za italské Como. V roce 2018 odehrál také jedno utkání v dresu italské reprezentace.
V květnu 2020 byla u něj a dalších hráčů Fiorentiny potvrzena nákaza nemocí covid-19.

## Kariéra

### Klubová
Ve věku 8 let byl zaregistrován v klubu AC Milán. Svůj první zápas za Rossoneri hrál 21. května 2017, ve věku 19 let proti Boloni.
Pro následující sezónu je trvale zařazen do prvního týmu a 27. července debutuje v Evropské lize. První branku v lize dal 20. srpna 2017 proti Crotone. Za celou sezonu 2017/18 vstřelil 18 branek a stal se nejlepším střelcem v klubu. Na novou sezonu 2018/19 byl kvůli příchodu Higuaína odsunut na lavičku. I když byl v lednu 2019 Higuaín poslán zpět do Juventusu, nemohl se dostal do dřívější formy. Proto se klub rozhodl koupit Piateka. Sezonu zakončil 9 brankami celkově.
Dne 30. července 2019 se klub rozhodl jej prodat do anglického klubu Wolverhampton Wanderers FC.

### Reprezentační
Byl součástí všech mládežnických týmů v Itálii, od U15 do U19. Byl nominován ME U17 2015 (čtvrtfinále) a do ME U19 2016 (stříbro).
Debut za Itálie U21 se uskutečnil 1. září 2017 proti Španělsku. První branku vstřelil 4. září proti Slovínsku.
Za národní tým Itálie si zahrál 23. března 2018 ve věku 20 let, když nastoupil do 2 poločasu proti Argentině (0:2).

## Přestupy
- z AC Milán do Wolverhampton Wanderers FC za 18 000 000 Euro
- z Wolverhampton Wanderers FC do Fiorentina za 3 000 000 Euro (hostování)

## Statistika
| Sezóna                  | Klub                    | Liga                    | Liga   | Liga | Ligové poháry | Ligové poháry | Ligové poháry | Kontinentální poháry | Kontinentální poháry | Kontinentální poháry | Celkem | Celkem |
| Sezóna                  | Klub                    | Soutěž                  | Zápasy | Góly | Soutěž        | Zápasy        | Góly          | Soutěž               | Zápasy               | Góly                 | Zápasy | Góly   |
| ----------------------- | ----------------------- | ----------------------- | ------ | ---- | ------------- | ------------- | ------------- | -------------------- | -------------------- | -------------------- | ------ | ------ |
| 2016/17                 | Milán                   | Serie A                 | 1      | 0    | IP+IS         | 0+0           | 0             | -                    | 0                    | 0                    | 1      | 0      |
| 2017/18                 | Milán                   | Serie A                 | 28     | 10   | IP            | 5             | 2             | EL                   | 12                   | 6                    | 46     | 18     |
| 2018/19                 | Milán                   | Serie A                 | 34     | 3    | IP+IS         | 3+1           | 2+0           | EL                   | 5                    | 4                    | 43     | 9      |
| Celkem za Milán         | Celkem za Milán         | Celkem za Milán         | 63     | 13   | -             | 9             | 4             | -                    | 18                   | 10                   | 90     | 27     |
| 2019/20                 | Wolverhampton           | Premier League          | 12     | 2    | AP+ALP        | 0+2           | 0+1           | EL                   | 10                   | 0                    | 24     | 3      |
| 2020                    | Fiorentina              | Serie A                 | 19     | 4    | IP            | 2             | 1             | -                    | 0                    | 0                    | 21     | 5      |
| 2020/21                 | Fiorentina              | Serie A                 | 11     | 0    | IP            | 2             | 0             | -                    | 0                    | 0                    | 13     | 0      |
| Celkem za Fiorentinu    | Celkem za Fiorentinu    | Celkem za Fiorentinu    | 30     | 4    | -             | 4             | 1             | -                    | 0                    | 0                    | 34     | 5      |
| 2021                    | Wolverhampton           | Premier League          | 2      | 0    | AP+ALP        | 2+0           | 0             | -                    | 0                    | 0                    | 4      | 0      |
| Celkem za Wolverhampton | Celkem za Wolverhampton | Celkem za Wolverhampton | 14     | 2    | -             | 4             | 1             | -                    | 10                   | 0                    | 28     | 3      |
| 2021                    | Valencia                | Primera División        | 7      | 0    | ŠP            | 0             | 0             | -                    | 0                    | 0                    | 7      | 0      |
| 2021/22                 | Empoli                  | Serie A                 | 28     | 3    | IP            | 3             | 0             | -                    | 0                    | 0                    | 31     | 3      |
| 2022/23                 | Como                    | Serie B                 | 35     | 9    | IP            | 0             | 0             | -                    | 0                    | 0                    | 35     | 9      |
| 2023/24                 | Como                    | Serie B                 | 32     | 14   | IP            | 1             | 0             | -                    | 0                    | 0                    | 33     | 14     |
| 2024/25                 | Como                    | Serie A                 | ?      | ?    | IP            | ?             | ?             | -                    | 0                    | 0                    | ?      | ?      |
| Celkem za Como          | Celkem za Como          | Celkem za Como          | 67     | 23   | -             | 1             | 0             | -                    | 0                    | 0                    | 68     | 23     |
| Celkově                 | Celkově                 | Celkově                 | 209    | 45   | -             | 22            | 6             | -                    | 28                   | 10                   | 258    | 61     |

## Úspěchy

### Klubové
- 1× vítěz Italský Superpohár (2016)

### Reprezentační
- 2× na ME 21 (2019, 2021)